# Studzianna (województwo łódzkie)
Studzianna – wieś w Polsce położona w województwie łódzkim, w powiecie opoczyńskim, w gminie Poświętne.
Do 1954 roku istniała gmina Studzianna. W latach 1975–1998 miejscowość położona była w województwie piotrkowskim.

## Sanktuarium

### Dane ogólne
We wsi znajduje się sanktuarium Matki Bożej Świętorodzinnej wraz z barokową bazyliką mniejszą (kościół św. Filipa Neri i św. Jana Chrzciciela) oraz dwoma innymi kościołami. W pobliżu znajduje się ponadto klasztor księży filipinów.
Sanktuarium to jest obecnie jednym z najstarszych i najsłynniejszych ośrodków pielgrzymkowych w dzisiejszej diecezji radomskiej.

### Cudowny Obraz Najświętszej Rodziny
W bazylice znajduje się objęty kultem religijnym Cudowny Obraz Najświętszej Rodziny. Powstał on najprawdopodobniej z inspiracji miedziorytem La Benédicité (Błogosławieństwo stołu), autorstwa lotaryńskiego grafika Jacques'a Callota (1592–1635). Nie wiadomo kto jest autorem obrazu. Przypuszcza się, że namalował go sam Callot bądź Stanisław z Piotrkowa (co jest bardziej prawdopodobne).
Obraz początkowo znajdował się w kaplicy dworu w Nieznamierowicach. Stamtąd trafił do Petrykoz, a następnie do dworu Starołęskich w Studziannej (jest pewne, że znajdował się tam przynajmniej od 1660).
W latach 1696–1698 na miejscu dworu studziańskiego wybudowano kościół św. Józefa, przy którym obecnie znajduje się studzienka z cudowną wodą.

## Zabytki
Według rejestru zabytków NID na listę zabytków wpisane są obiekty:
- zespół klasztorny filipinów, XVIII, nr rej.: 337 z 21.06.1967:
  - kościół pw. śś. Filipa Nereusza i Jana Chrzciciela, nr rej.: 457 z 28.02.1957
  - klasztor
  - dwie dzwonnice
  - brama
- zespół cmentarny, ul. Jaśminowa, nr rej.: 344 z 21.06.1967:
  - cmentarz (nieczynny), XVII – XIX w., nr rej.: A/27 z 31.05.2006
  - kościół pw. św. Józefa, 1699, nr rej.: 458 z 28.02.1957
  - dzwonnica, XVIII w., nr rej.: jw.
  - kostnica, XVIII w., nr rej.: jw.
  - studnia z murowaną obudową, XVIII w., nr rej.: jw.
  - ogrodzenie z bramą, 1872, nr rej.: A/27 z 31.05.2006 (dec. cmentarz)
- kaplica pw. św. Anny, na Górze Dziewiczej, 1730, nr rej.: 459 z 28.02.1957 oraz 471 z 15.04.1967